# Malaia trajecta
Malaia trajecta är en skalbaggsart som beskrevs av Heller 1891. Malaia trajecta ingår i släktet Malaia och familjen Rutelidae. Inga underarter finns listade i Catalogue of Life.